# نائب العمدة

صورة أرشيفية لأحد نواب العمد

نائب العمدة هو منصب يتم شغله عن طريق الانتخاب أو التعيين من قبل المسؤول الثاني في العديد من الحكومات المحلية. العديد من نواب العمد يكونون أعضاء بمجلس المدينة ولهم المسمى الوظيفي ويكونون بمثابة القائمين بأعمال العمدة في غيابه. يعمل نواب العمدة المعينون وفقًا لسلطة العمدة ويجوز أن يكونوا مديري العمليات؛ في بعض المجتمعات الكبيرة مثل مدينة نيويورك، ويتولى العديد من نواب العمدة التنسيق في مجال معين من السياسة. قد يكون هناك داخل الحكومة البلدية نفسها نائب (أو نواب) عمدة معين من قبل العمدة للسياسات العامة ونائب عمدة منتخب شعبيًا وهو من يخلف العمدة في حالة خلو المنصب بالموت أو الاستقالة أو العجز أو الإقالة.
في مدن أخرى، يكون نائب العمدة هو من يرأس مجلس المدينة ولا يحق له التصويت إلا في حالة تعادل الأصوات. ومثل مفوض العمدة في الأنظمة الأخرى، يكون نائب العمدة المنتخب شعبيًا قائمًا بأعمال العمدة في حال غيابه. وكما ذكر سابقًا، ففي بعض المدن يتم انتخاب صاحب هذا المنصب بشكل منفصل ولا يتضمن ذلك ترقية مجلس المدينة لأحد أعضائه كي يكون المتحدث الرسمي. وفي بعض مدن الولايات المتحدة، يعمل العمدة ومفوضه أو نائبه معًا بأجندة واحدة مثلما يعمل الرئيس ونائبه على المستوى الوطني.
إن المصطلح الفرنسي député-maire لا يعني مفوض العمدة بل يعني العمدة والذي يكون أيضًا مفوض الجمعية الوطنية الفرنسية.